# Dent incisiva

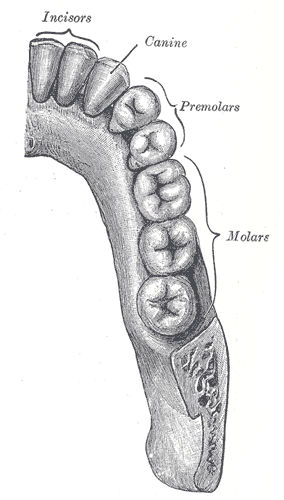
Les incisives (incisors) es troben al davant de la boca.

Les dents incisives (del llatí incidere, 'tallar') són el primer tipus de dent en els mamífers heterodonts. Es troben a la premaxil·la i a la mandíbula.
En molts mamífers herbívors o omnívors, com els humans i els cavalls, estan adaptades per tallar. En els gats, són petites i no serveixen per a gaire: per mossegar la carn, utilitzen les canines i les carnisseres. En els elefants, les incisives superiors s'han transformat en ullals corbats, igual que en els narvals, en els quals una d'elles es desenvolupa en un ullal recte i revirat. Les incisives dels rosegadors creixen durant tota la vida i s'han de desgastar rosegant aliments o escorces d'arbre.